# Пригородное (Амурская область)
При́городное — село в Белогорском районе Амурской области, Россия.
Административный центр Пригородного сельсовета.

## География
Село Пригородное расположено на автодороге областного значения Белогорск — Благовещенск.
Село Пригородное — спутник города Белогорск, примыкает к нему с юга. Расстояние до центральной части города — около 15 км.
От окрестностей села Пригородное на юго-восток идёт дорога к сёлам Мирное и Возжаевка.

## Население
| 2002 | 2010 | 2012 | 2013 | 2014 | 2015 | 2016 |
| ---- | ---- | ---- | ---- | ---- | ---- | ---- |
| 682  | ↘513 | ↘489 | ↘476 | →476 | ↗479 | ↘462 |
| 2017 | 2018 |      |      |      |      |      |
| ↘432 | ↘427 |      |      |      |      |      |

## Инфраструктура
- Сельскохозяйственные предприятия Белогорского района.